# 장은숙 (가수)
장은숙(張恩淑, 1957년 5월 2일 ~ )은 대한민국과 일본에서 활동하는 가수이다. 일본에서는 주로 엔카와 발라드 분야에서 활동 중이다.

## 생애
1975년 동양방송(TBC)에서 주최한 대한민국 최초의 오디션프로그램인 《당신을 스타로》에서 주간, 월간 연말 우수상을 수상한 뒤 《맷돌》이란 곡으로 가요계에 데뷔했다. 대표곡으로 《춤을 추어요》, 《당신의 첫사랑》, 《사랑》, 《영원한 사랑》, 《이별의 손짓》, 《못 잊어》등이 있다.
어릴 때 국악을 배웠으며, 득음을 위해 절에 들어가서 2년간 목소리 훈련을 하기도 했다. 데뷔 후 스타킹모델을 했었고, 1981년에는 코미디언 이주일과 공동주연으로 《리빠똥사장》이라는 영화를 찍었다.
1990년대 초반까지 한국에서 활동 후 1995년 일본 토라스레코드 회사의 스카우트 제의로 일본 무대로 진출하였고, 그 후부터 '장수(チャン・スー)'라는 예명을 사용하였다. 일본에서 활동을 시작한 첫해 일본 유선 방송 신인상을 받았고, 2000년 발표한 '운명의 주인공'으로 방송 및 각종 차트에서 12주 이상 1위를 차지하며 총 25만장의 앨범 판매 기록도 세우기도 했다. 지금까지 20장의 음반을 발표했으며 2015년 5월에 발표한 "눈물의 공항 대합실"을 포함해 총 14곡이 유선방송 1위에 랭크되었다.
현재 일본 테이치쿠 레코드에 소속되어 있으며, 2009년부터는 일본에서의 활동명을 장은숙(チャン・ウンスク)으로 바꿨다. 2003년에는 연예 기획사인 "오피스 장수"를 설립하기도 했다. 2006년부터는 점차 한국에서의 활동 비중도 늘리고 있다.
장은숙 보이스의 특징은 저음의 허스키이면서도 고음도 옥타브가 높다. 10여년 전부터는 도쿄 아카사카의 브릿츠홀에서 매 해 가을마다 콘서트를 개최하고 있다.
2006년 대한민국에서는 10년만의 앨범인 《10년만의 외출》을 발표했으며, 2012년에는 KBS 드라마 《별도 달도 따줄게》의 삽입곡 《살아갈 이유》를, 2013년에는 KBS 아침드라마 《삼생이》의 주제가를 불렀다. 2015년에는 《그대를 떠나보내며》라는 곡을 발표하였다.
2017년 1월에는 《내마지막 사랑》 그리고 4월에는《내가 바보였어요》를 발표했다

### 정규
- 1집 《춤을 추어요》(1978년)
- 2집 《당신의 첫사랑》(1978년)
- 3집 《회심곡／인간백세》(1979년)
- 4집 《영원한 사랑／이대로 떠나지만》(1979년)
- 5집 《당신은 알고 있을까》(1980년)

### 비정규
- 《장은숙 골든앨범》(1977년)
- 《꽃처럼 새처럼/추억》(1978년)
- 《기다리는 마음/돌아온다 하더니》(1982년)
- 《'83 張銀淑》(1983년)
- 《떠나는 남자》(1985년)
- 《행복/사랑하는 내 곁에)》(1986년)
- 《잃어버린 세월》(1991년)
- 《10년만의 외출/무한지애》(2006년)
- 《그대를 떠나보내며》(2015년)

### OST
- KBS1《별도 달도 따줄게》 OST '살아 갈 이유' (2012년)
- KBS2《삼생이》 OST  '바람이 분다' (2013년)

### 일본 앨범
- 《꿈이 부서지다 (無情のかけら)》(1995년)
- 《평온한 나날 (平和な日々 ～but I say good bye～)》(1996년)
- 《뭔지 모르겠지만.. (なんや知らんけど)》(1999년)
- 《운명의 주인공 (運命の主人公)》(2000년)
- 《젤러스 문 (ジェラスムーン; Jealous Moon)》(2002년)
- 《푸른 카나리아 (青いカナリア)》(2003년)
- 《목요일의 여자 (木曜日の女)》(2003년)
- 《라비앙 로즈 (ラ・ヴィ-アン-ローズ)》(2004년)
- 《히루가오 (昼顔)》(2005년)
- 《우연한 만남 (めぐりあい)》(2006년)
- 《제비 (チェビ－燕－)》(2007년)
- 《Candle In The Wind》(2008년)
- 《영하 52도 (零下52度)》(2008년)
- 《다짐대로 (覚悟次第)》(2009년)
- 《유리귀걸이 (硝子のピアス)》(2009년)
- 《요코하마가 울고있다 (横浜が泣いている)》(2010년)
- 《눈물의 강을 건널 수 없는 (涙の河を渡れない)》(2011년)
- 《아카사카 레이니블루 (赤坂レイニーブルー, 赤坂 Rainy Blue)》(2012년)
- 《참회의 블루스 (懺悔のブルース)》(2013년)
- 《거짓울음 (泣きまね)》(2014년)
- 《눈물의 공항대합실=나리타발18시50분 (涙のエアターミナル～成田発18時50分～)》(2015년)
- 《행복의장소=幸せの場所 》(2016년)

## 기타
- 2001년 아시아중앙위원회 공식홍보대사
- 2016년 한국법무보호복지공단 홍보대사
- 2015년 대한가수협회 상임이사
- 2011년 경상남도 산청군 홍보대사, 서울관광대사